# 구리경찰서
구리경찰서(九里警察署, Guri Police Station)는 경기도북부경찰청이 관할하는 경찰서 중 하나이다. 경기도 구리시 일대를 관할한다. 경기도 구리시 아차산로 359 (교문동)에 위치하고 있다.
서장은 총경으로 보한다.

## 기본 정보
- 주소: 경기도 구리시 아차산로 359 (교문동)
- 우편번호: 11954

## 관할 파출소 및 지구대
구리경찰서는 3개의 지구대와 1개의 파출소를 산하에 두고 있다.
| 명칭       | 사진 | 주소                       | 관할구역                                          | 치안센터 |
| ---------- | ---- | -------------------------- | ------------------------------------------------- | -------- |
| 교문지구대 |      | 안골로 40 (교문동)         | 교문동 일부, 수택동 일부                          |          |
| 토평지구대 |      | 체육관로74번길 55 (수택동) | 수택동 일부, 교문동 일부, 수택3동, 토평동, 아천동 |          |
| 인창지구대 |      | 건원대로34번길 31 (인창동) | 교문동 일부, 인창동, 갈매동, 동구동, 사노동       |          |
| 수택파출소 |      | 검배로71번길 12-5 (수택동) | 수택동 일부                                       |          |

## 같이 보기
- 경기도북부지방경찰청